# Mari de las praderas
El mari de las praderas o mari oriental es un dialecto estandarizado del idioma mari, utilizado por cerca de medio millón de personas principalmente en la parte europea de la Federación de Rusia. El mari de las praderas, el mari de las colinas y el ruso son idiomas cooficiales en la República de Mari-El, una república de la Federación Rusa.

## Alfabeto
| А а | Б б | В в | Г г | Д д | Е е | Ё ё | Ж ж |
| З з | И и | Й й | К к | Л л | М м | Н н | Ҥ ҥ |
| О о | Ӧ ӧ | П п | Р р | С с | Т т | У у | Ӱ ӱ |
| Ф ф | Х х | Ц ц | Ч ч | Ш ш | Щ щ | Ъ ъ | Ы ы |
| Ь ь | Э э | Ю ю | Я я |     |     |     |     |